# Литуанистика

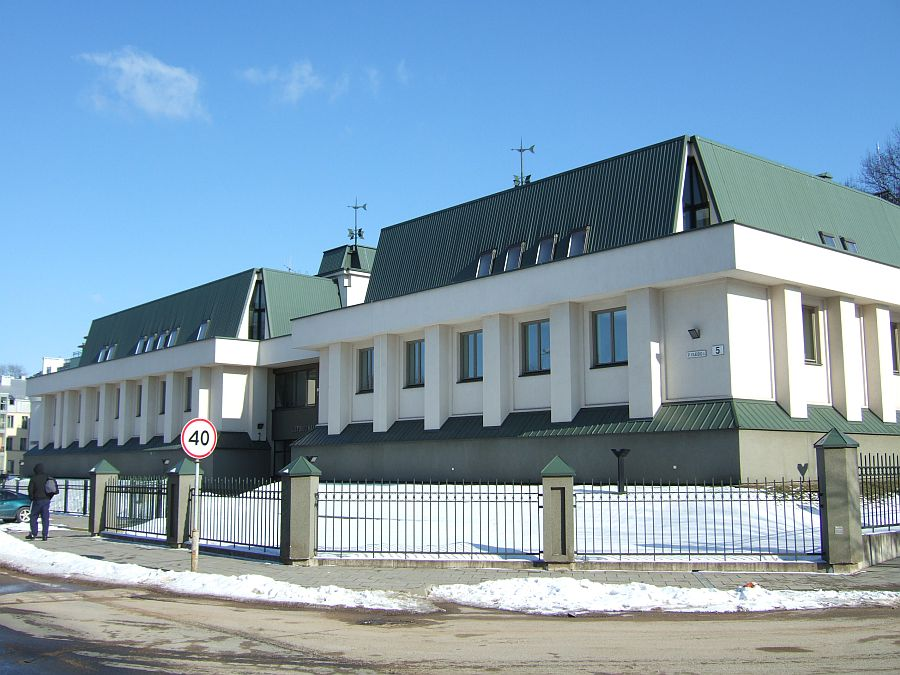
Институт литовского языка в Вильнюсе

Литуанистика (лит. Lituanistika, от лат. Lituanus — литовец) — частная область балтистики,  наука, занимающаяся литовским языком, литературой и культурой; литовская филология. Специалистов и учителей литовского языка и литературы называют литуанистами. 
Литуанистика как учебная программа преподаётся на филологическом факультете Вильнюсского университета.

## История
В 1939 году был основан Институт литовской литературы и фольклора. 
С 1945 г. при Академии просвещения университета Витовта Великого действует факультет литуанистики. 
В Вильнюсе также действует Институт литовского языка. 
В библиотеке Вильнюсского университета открыт читальный зал литуанистики.